# Marc Janko
Marc Janko (nascut el 25 de juny de 1983 en Viena) és un futbolista austríac, que actualment juga pel FC Twente de l'Eredivisie.